# غونزالو كويلو
غونزالو كويلو (بالإنجليزية: Gonçalo Coelho)‏ كان مستكشفًا برتغاليًا، ينتمي إلى عائلة بارزة في شمال البرتغال. قاد بعثيتين استكشافًا لمعظم ساحل البرازيل.